# Alejandro Iaccarino
 (mai 2015).
Le contenu est difficilement compréhensible vu les erreurs de traduction, qui sont peut-être dues à l'utilisation d'un logiciel de traduction automatique.
Alejandro Romulo Iaccarino est né le 7 août 1946 à La Plata, Argentine. Il est le fils de Dora Emma Venturino et Rodolfo Genaro Valentin Iaccarino, le frère de Rodolfo et Carlos Iaccarino et est marié avec Mercedes Rosario Ruiz.
Élevé, avec ses frères, dans la morale catholique et fortement marqué par l'œcuménisme, mouvement dont les principes sont la cohérence de vie relationnée avec l'amour et la paix, Alejandro s'est toujours mobilisé par ces mêmes concepts suivant la ligne d'importantes personnalités du XIXe siècle, XXe siècle et de l'actualité comme Henry Thoreau, Mahatma Gandhi, Martin Luther King, Hélder Câmara et Adolfo Pérez Esquivel, qui ont toujours confronté les puissantes Corporations Internationales.

## Homme d'affaires sociales
Au cours de sa jeunesse il développe une personnalité inventive et créative. Ainsi, de cette façon à 17 ans il établit une théorie économique appelée PEEG (Plan Economico Expansivo General)appliquée avec un grand succès et consistant en un grand plan social pour les revendications des plus pauvres. La grande importance de cette théorie économique est l'aide qu’elle donne aux moins privilégiés un niveau supérieur de dignité humaine et de paix sociale, contre les intérêts des multinationales.
Comme Alejandro lui-même remarque, le Plan d'Expansion Economique Générale est très simple car il n'y a pas de spéculations scientifiques économiques. Il se compose de 17 bases qui engagent les entreprises multinationales à améliorer leurs activités concernant les contextes sociaux dans lesquels elles opèrent. À son tour, l'expérience de la mise en œuvre et la réalisation du plan sont très importants pour sa mise en valeur.
Dans le PEEG s'appliquent les véritables fondements de l'offre et la demande d'un véritable libéralisme, fondé sur les réels principes de l'économie d'Adam Smith, qui a une influence importante sur Alejandro, captivé dans sa jeunesse par la méthodologie d’entreprise de l'économiste écossais reflétée dans la théorie des sentiments moraux.
Au cours de sa jeunesse il se fait remarquer dans le milieu des affaires. En 1969 il entre dans la Bourse Commerciale de Buenos Aires, étant à l'époque le plus jeune membre de l'entité. En même temps il débute comme homme d'affaires créant les entreprises Constructora Sureña Argentina SA, Ilumbras SRL (Eclairage public) et CIATRA (consultante impositive et de travail). Quelques années plus tard il achète deux établissements agricoles et d'industrie forestière de 25 000 hectares dans la province de Santiago del Estero. Il achète aussi la seule industrie laitière privée du Nord-Est Argentin, Industrias Lácteas Santiagueñas SA (ILSA SA).
En raison du progrès économique dont jouissait la famille Iaccarino et compte tenu des longues distances, où se trouvaient leurs entreprises et établissements, en 1974 Alejandro se rend aux États-Unis, avec son frère Carlos, pour acheter un plan bimoteur Rockwell Aerocommander Strike 500. Au cours de cette visite il a pu établir, grâce à un crédit-bail, un établissement pour l'utilisation des sous-produits du bois.
En 1975 à cause d'une dispute avec le gouverneur de Santiago del Estero, Carlos Juárez, Iaccarino crée le NOA laitier. Le conflit est dû au fait que le chef provincial ne donne pas d'augmentation au prix du lait, faisant valoir que c'est un prix politique, tandis que le but était la recherche de la faillite de l'homme d'affaires. Pour cette raison il réussit à rassembler toutes les entreprises du Nord en établissant des règles pour qu'aucune n'occupe la place de l'autre.
En 1975, Alejandro voyage à Recife, Pernambouc, Brésil, pour se réunir avec l'éminence universellement reconnue[non neutre] pour sa lutte contre la pauvreté et marginalisation, Monseigneur Hélder Câmara, personnalité emblématique des droits de l'homme, figure de la théologie de la libération et idéologue du Pacte des Catacombes,. Il s'est réuni avec de Mgr Camara pendant deux jours (la première entrevue a duré 7 heures et la seconde 9 heures). La raison de la réunion était l'explication du PEEG, créé par Alejandro, et que Monseigneur a approuvé et a prédit l'importance de cette nouvelle approche de la lutte pour les plus pauvres.

## Victime de la dictature militaire

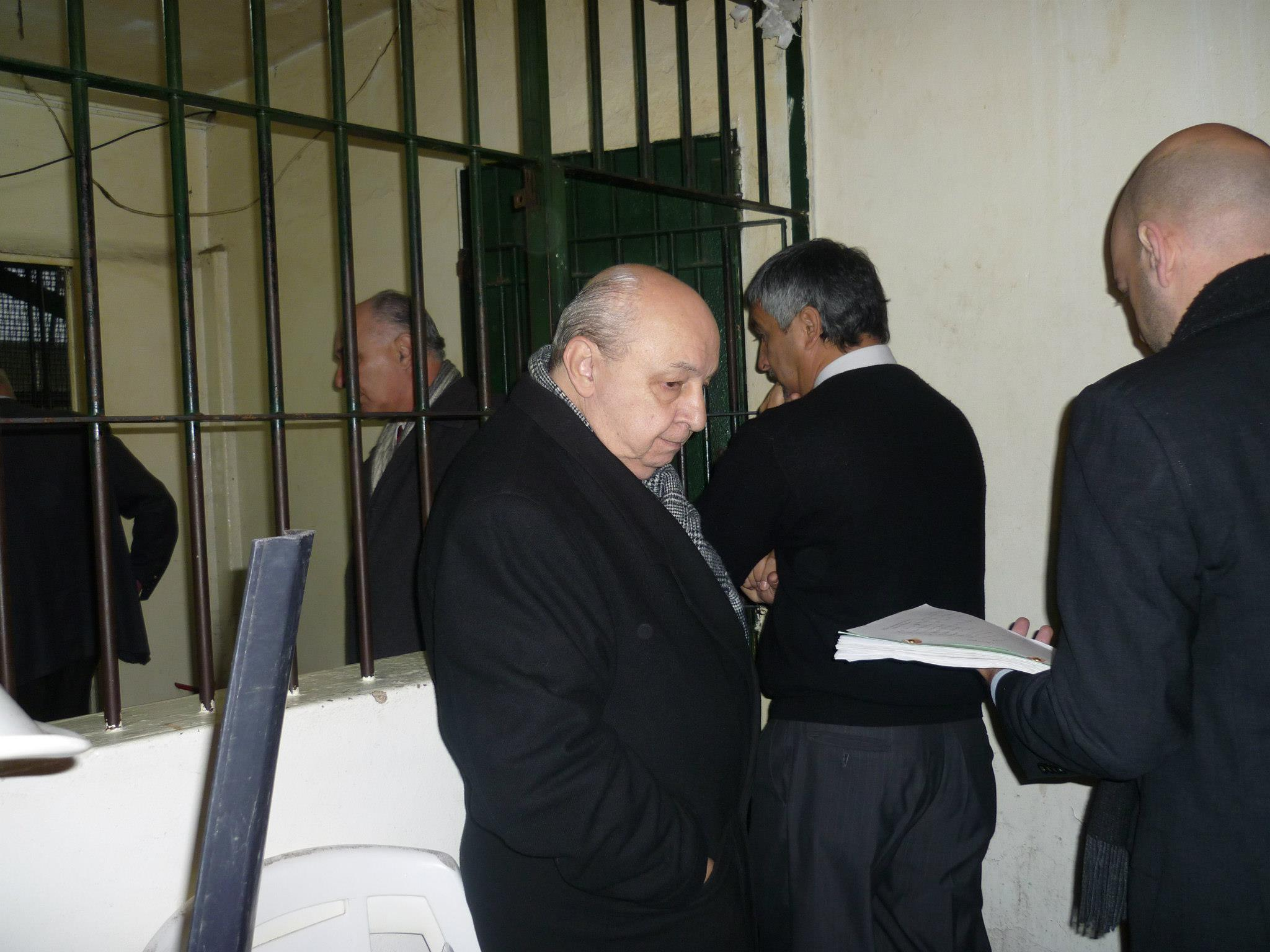
Parcours dans le centre clandestin « L'Enfer » en 2013.

La vie d'Alejandro et sa famille subit un terrible coup lorsque le 4 novembre 1976, il est enlevé avec ses frères et ses parents. Le pays applique une politique de terrorisme d'État qui durera pendant plus de sept ans, jusqu'au retour à la démocratie en 1983.

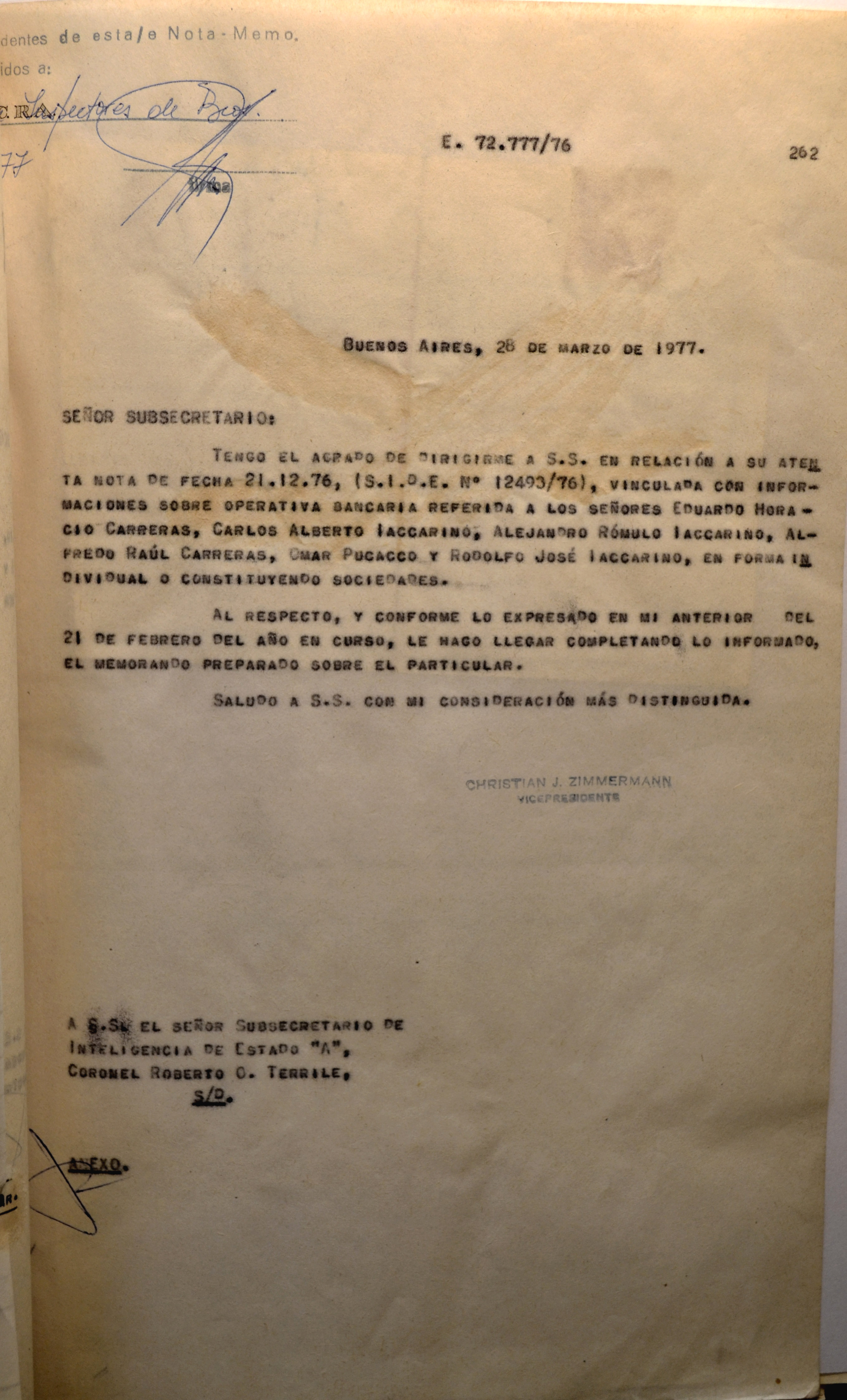
Acte secret de la banque centrale et de la SIDE sur les frères Iaccarino, Mai 1976

Alejandro est prisonnier avec ses frères jusqu'au 4 septembre 1978, dans 14 endroits différents, y compris neuf centres de détention clandestins et d'extermination (COT I Martínez, la Brigada de Lanús à Avellaneda appelée « L'enfer », l'Unité pénitentiaire no 9 de La Plata, la prison de Santiago del Estero, entre autres) étant torturé et privé des biens matériels importants qui n'ont pas encore pu être récupérés,.
Le 28 janvier 1978, les frères Iaccarino sont condamnés sans pouvoir élaborer aucune défense par le tribunal N°39 d'instruction militaire sous la responsabilité du lieutenant-colonel Ricardo Tellería.
Toutefois, après avoir regagné la liberté, ils sont victimes de la persécution du troisième corps d'Armée jusqu'en 1983, raison pour laquelle ils ont dû commencer la lutte contre le régime oppresseur par diverses voies.
Peu de temps après leur libération, il commence à lutter pour les revendications de tous ceux à qui on leur a « volé » l'État de droit.
En août 2015, des actes de la Banque centrale d'Argentine sont retrouvés, ce qui permet de montrer la persécution par le gouvernement militaire pour les entrepreneurs qui ne suivaient pas la politique économique. Dans ce cas particulier, en prenant la Banque centrale l'initiative inhabituelle d'utiliser le Ministère du Renseignement (SIDE) pour obtenir des informations pour valider la loi et les procédures illégales souffert Alejandro et sa famille, de ne pas avoir de lien direct frères et sœurs à cet établissement.
Il est important de mentionner que Google indique la situation vécue par les frères Iaccarino, par le biais de l'élaboration d'un rapport de grande ampleur, comme un cas phare sur enlevés à l'époque du Processus, étant donné qu'avec son illégale approfondie ont commencé les persécutions, tortures, extorsions et desapoderamientos aux entrepreneurs argentins qui ne correspondaient pas les idées économiques qui ont été introduites dans ces années.

## Conseiller économique et militant pour les droits de l'homme
En 1982 il est élu Président de la Confédération Économique Argentine. Avec un groupe d'hommes d'affaires et de professionnels il a fondé plusieurs « associations économiques » dans tout le pays qui ont cédé la place à la formation des fédérations et la Confédération. Cette entité nationale a permis de canaliser toutes les injustices des hommes d'affaires qui ont été lésés par la dictature, comme à ceux qui ont été enlevés, torturés et privés de leurs biens. Mais aussi contre le préjudice qui a provoqué la concentration économique structurée par José Alfredo Martínez de Hoz, favorables à des sociétés multinationales, détruisant la petite et moyenne industrie (drapeau de la lutte les frères Iaccarino).
Il est important de mentionner que grâce à la présidence de la Confédération Économique Argentine et la création de la PEEG, Alejandro Iaccarino reçut la bénédiction apostolique du pape Jean-Paul II le 7 juin 1985: « Sa sainteté Juan Pablo II donne de cœur la bénédiction apostolique à Alejandro Iaccarino, Président de la Confédération Économique Argentine pour ses travaux à la lumière de la doctrine sociale de l'Église tandis qu'il appelle à l'abondance de grâces divines. »
En novembre 1984, à Washington, États-Unis d'Amérique, il a été nommé, au cours d'une rencontre internationale de 1200 représentants, Président de la Commission d'Enquête du Fonds Monétaire International et le Commission Trilatérale en Amérique Latine. Les recherches et la mise à jour fonctionnent encore.
Il se fait également remarquer par sa présence en mars 1985 dans l'Auditorium de l'Automobile Club Argentine de la ville de Buenos Aires, où il a montré les lignes directrices sur la méthodologie pour le débat et la diffusion contre la Commission trilatérale et le Fonds monétaire international en Amérique latine.
Au cours des années 1985 et 1986, il a développé une large diffusion de la planification économique de l'Amérique latine imposée par la Commission Trilatérale, pour prendre en charge des entreprises publiques de divers États latino-américains ; ainsi que construction fictive de l'endettement extérieur, imposée par la terreur, mis en œuvre par le Plan Condor et dirigée par des représentants civils de establishment mondial, mené par le Fonds monétaire international (FMI) et avec le soutien d'autres organisations internationales de renom, tels que la Banque mondiale, la Banque interaméricaine de Développement  et l'Organisation mondiale du commerce, entre autres.
À la suite du Procès pour la vérité et par conséquent son cas, il a commencé à prendre contact avec les juges, avec le Ministère Public, avec Secrétariat des Droits de l'Homme de la Nation et de diverses provinces, avec le Défenseur de la Nation, avec des personnalités du pays et de l'étranger et avec Mères de la place de Mai, Grands-Mères de la place de Mai et H.I.J.O.S. de tous les coins du pays.

## Amitiés

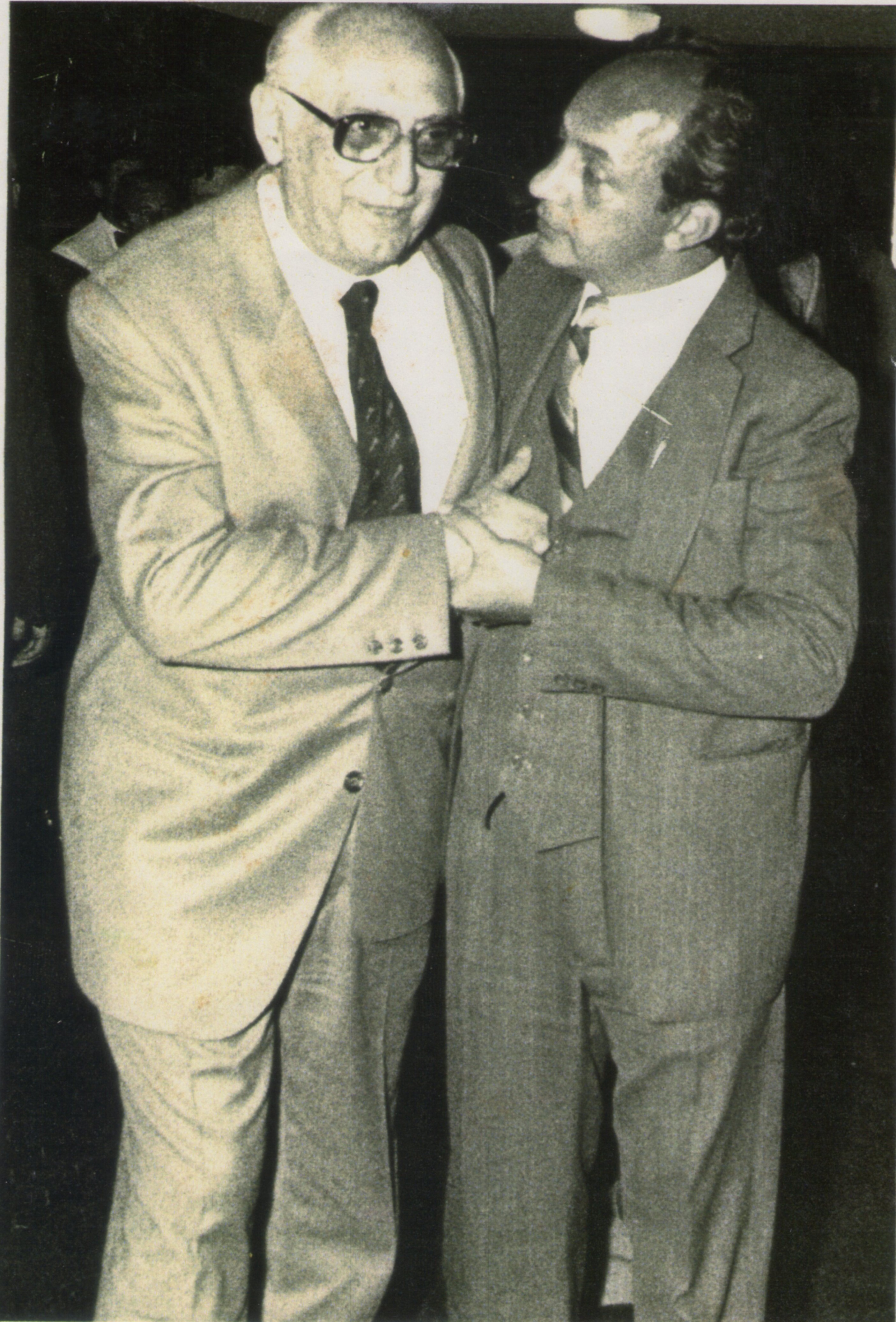
Près de Arturo Frondizi dans la chambre de l'événement du Siège de la Société du Feu an Martín.

Alejandro Iaccarino entretient une étroite amitié avec Adolfo Pérez Esquivel, prix Nobel de la paix (1980), étant personnel consultatif du même. La relation entre les deux a commencé en 1978 quand ils ont partagé la captivité dans l'Unité no 9 de la Plata.
En raison de sa grande capacité comme homme d’affaires et de sa sensibilité sociale, en 1982, il devient un disciple de l'ancien président de l'Argentine Arturo Frondizi, pour qui il sentait une grande admiration, pendant 13 ans, jusqu'en sa mort en 1995, de celui a été l'un des dirigeants plus respectés du pays.

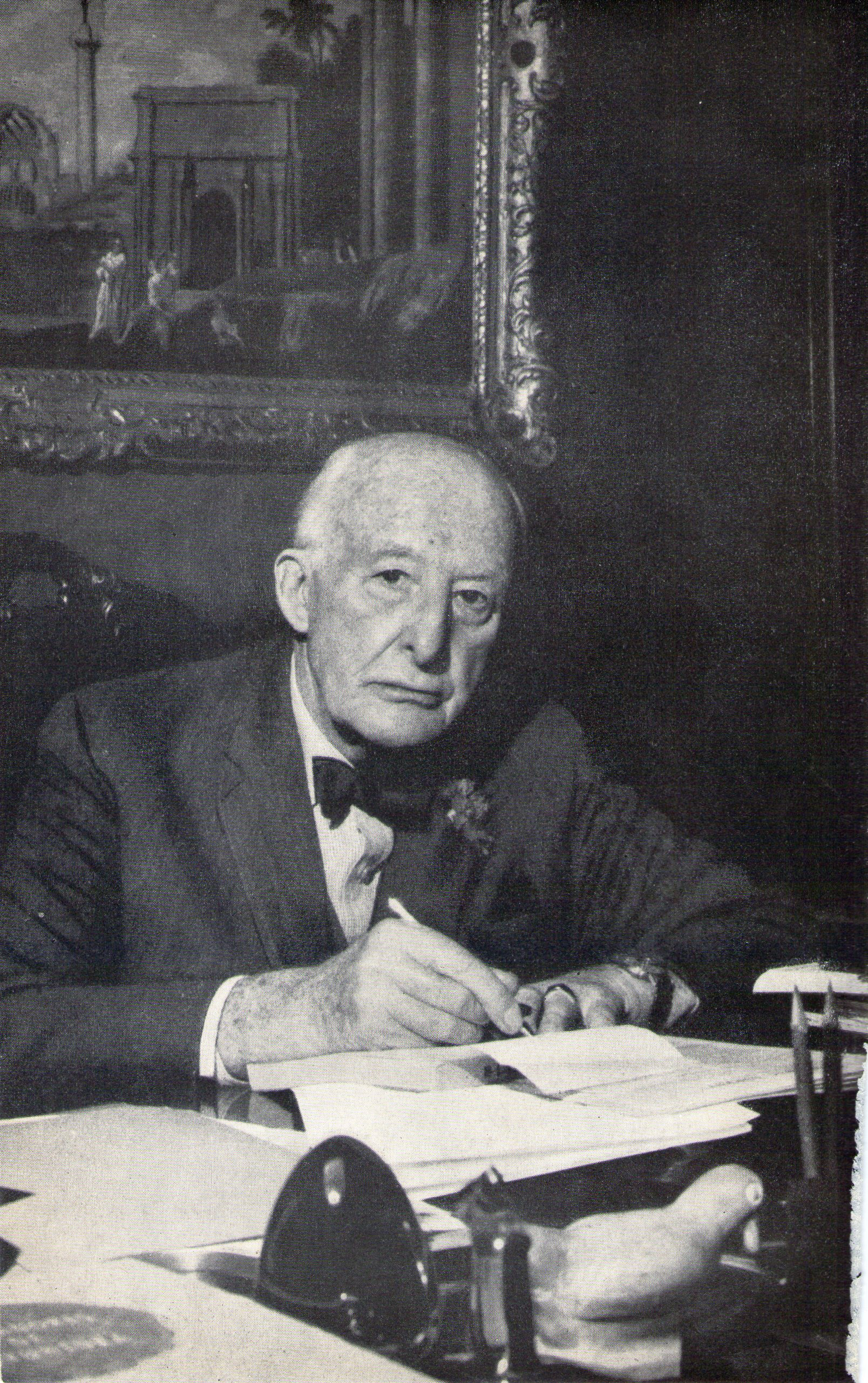
Alejandro Shaw, qui était patron Alejandro Iaccarino à ses débuts, dans son bureau de président de Shaw bancaire.

Alejandro Shaw, président de la Banque Shaw, père de Enrique Shaw, à l’époque un des entrepreneurs plus importants de l'Argentine, devint le protecteur d'Alejandro vu que c’était la personne qui en 1964 a étudié le Plan économique présenté par le jeune Iaccarino, et qui a corrigé l’élaboration des trois dernières bases du même donnant son plein appui au projet.

## Remerciements
Certains des prix plus notables incluent celui attribué par la municipalité de La Plata le 6 mai 2010 déclaré d’« Intérêt Municipal la PEEG » et la nomination comme « Citoyen Ilustre de la ville de La Plata », le 11 mai 2011,,.
Son travail a également été très apprécié par les différentes entités nationales et provinciales comme du Secrétariat des Droits de l'Homme de la province de Buenos Aires et province de Cordoba, UPCN IPS, entre autres.
Parmi les livres faisant référence au cas d'Alexandre et de ses frères est fait, nous pouvons souligner: « Economía, Política y Sistema Financiero. La última dictadura cívico-militar en la CNV » et « La Dictadura del Capital Financiero. El golpe militar corporativo y la trama bursátil ». Dans les deux, le Commission nationale des valeurs d'Argentine (CNV) tient compte de la lutte de la Iaccarino et l'importance de l'affaire, en les considérant comme un facteur d'une grande importance pour démontrer le travail des entreprises les multinationales et leurs responsabilités sur le sujet de crimes contre l'humanité et la dépossession des biens.

## Aujourd’hui
Après avoir récupéré sa liberté, il a donné plusieurs conférences dans différentes associations économiques de l'Argentine (Buenos Aires, Quilmes, San Juan, Mendoza, Tucuman, Mar del Plata), entre autres villes.
Actuellement et depuis plusieurs années Alejandro a donné des conférences dans diverses municipalités, des collèges et des universités dans tout le pays (UNICEN, UNLP, UNLZ), exposant ainsi ses connaissances sur l'économie sociale et les expériences pendant ses années de vie, soulignant en particulier que la période de la dictature civique militaire a causé la destruction de l'économie nationale.
Les frères Iaccarino ont subi plusieurs attentats contre leurs vies à cause de la diffusion qu'ils ont donné à la façon dont les secteurs de la structure civile ont conduit les grands intérêts qui ont mené à la destruction intégrale de l'appareil productif économique- financier de l'Argentine au cours du Dictature militaire en Argentine (1976-1983). L'un des principaux attentats est arrivé le 30 avril 2012, lorsqu’ à la sortie de la maison d'Alejandro, dans la ville de La Plata, trois hommes ont tenté de  mettre fin à sa vie.

## Avenir. La divulgation du PEEG
Tant Alejandro comme son frère Carlos n'ont jamais cessé de travailler dans la concrétisation du PEEG (Plan d'Expansion Economique Générale), lequel est né comme une idée, est devenue une théorie et ensuite une pratique car, pendant 54 mois il a ètè mis en place, avec un succès total, dans la ville de La Plata et ses environs.
Le système conçu par les Iaccarino fonctionnait parfaitement, et la preuve de l'efficacité du même est l’enlèvement et emprisonnement de toute la famille, parce que leurs pratiques allaient contre les intérêts des grandes sociétés qui ont dirigé la formation de prix dans tous les domaines et dans toutes les secteurs. Ces groupes économiques ont trouvè dans les Iaccarino le risque de perdre ce privilege.

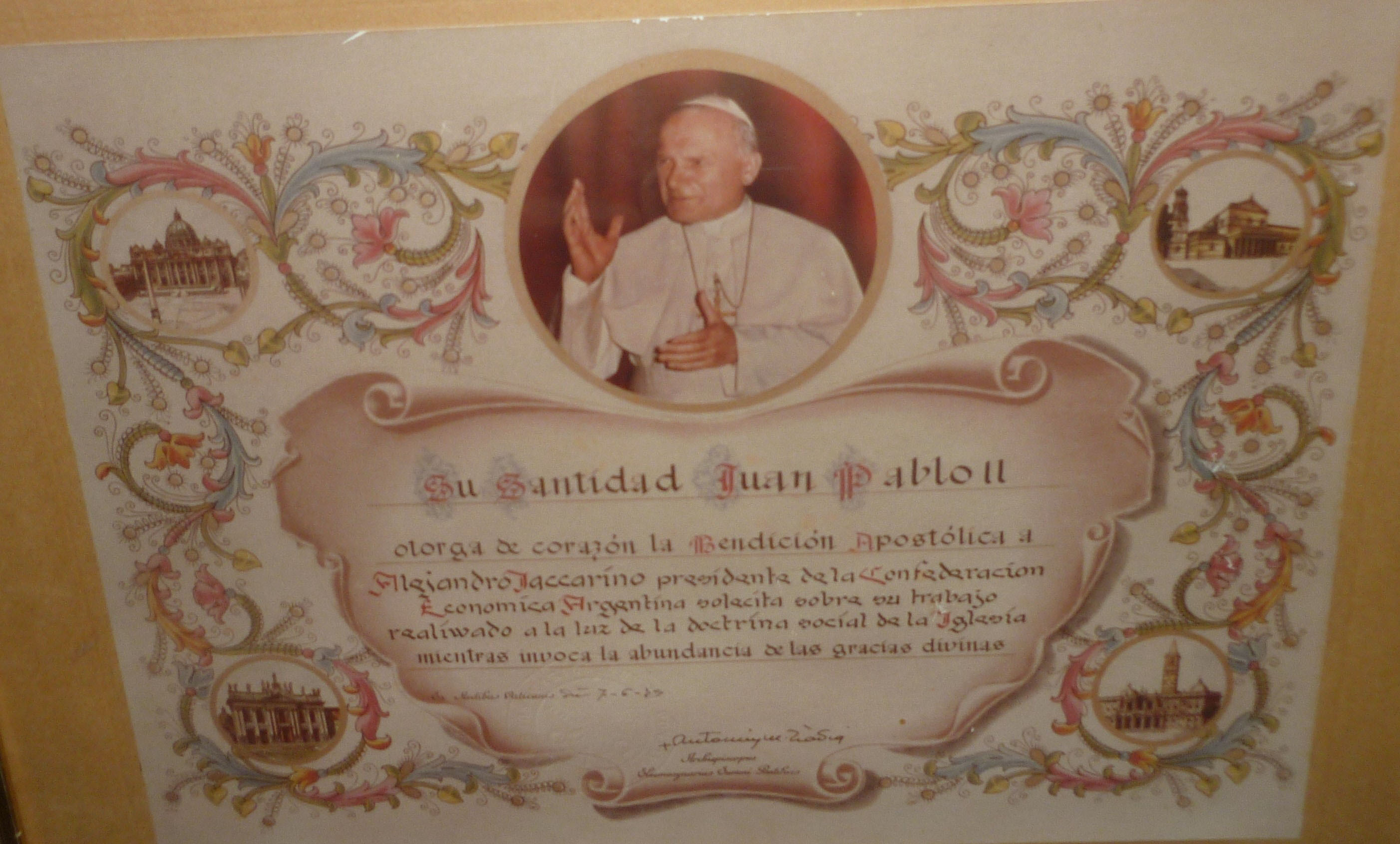
Témoignage de la bénédiction papale de Jean-Paul II.

La raison en est que, grâce à PEEG on arrivait a une réduction de jusqu'à 60% sur le prix final des produits par rapport aux centres d'approvisionnement traditionnels des produits  alimentaires.
Actuellement, ils continuent à travailler sur le plan, établissant des entretiens avec les dirigeants religieux du monde, leur fournissant un dossier réservé qui contient les points essentiels de l'application du plan. Le but de la mise en œuvre du PEEG coïncide avec la pensée de différents dirigeants dans le but d'atténuer la pauvreté et la faim, en produisant des actions concrètes en faveur de la dignité de l’être humain.

« La faim est une insulte; dégrade, déshumanise et détruit le corps et l'esprit… même la propre âme; c'est la forme de violence plus meurtrière qui existe. Mahatma Gandhi »

Il convient de mentionner qu’en juin 1985 le Pape Jean-Paul II a approuvé la création du PEEG et a donné à Alejandro la Bénédiction apostolique, en reconnaissance de ses années de travail social. "Sa Sainteté Jean-Paul II donne sa Bénédiction Apostolique au président de la Confédération Economique de l'Argentine Alejandro Iaccarino à propos de son travail en concordance avec la doctrine sociale de l'Église, tout en invoquant une abondance de grâces divines."

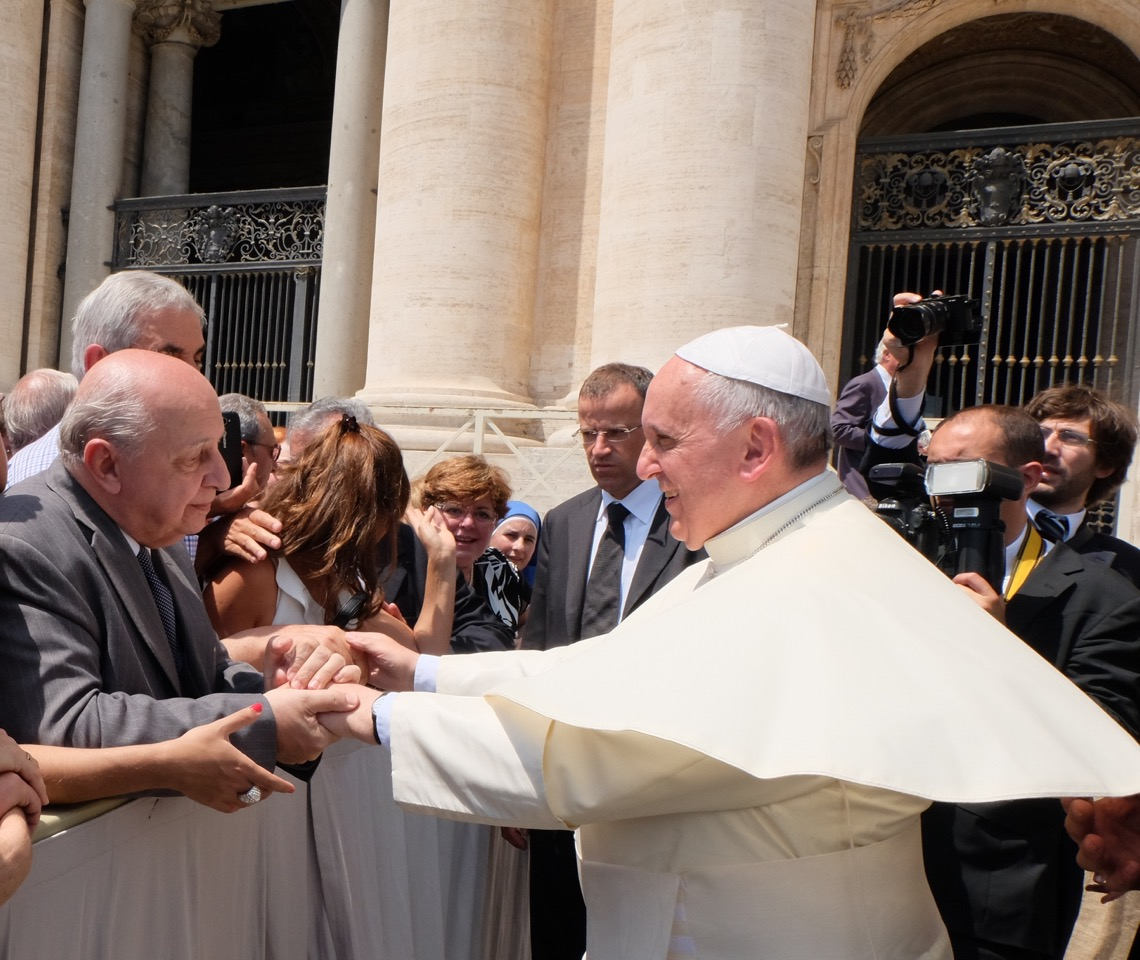
Rencontre émotionnelle avec François sur la Place Saint-Pierre

Le jour 3 juin 2014, dans Zurich, Suisse, Alexander a présenté le Plan PEEG au Conseil œcuménique des Églises, aux chefs religieux mondiaux, y compris le secrétaire de l'entité était Georges Lemopoulos. En outre, ils ont assisté à des économistes et des traducteurs.
Il est également à souligner la réunion qu'Alejandro avait avec le Pape François, le 4 juin 2014, sur la Place Saint-Pierre, qui est un aspect important de celui de l'émotion mutuelle qu'ils ont tous deux estimé lors de cette réunion.
Plusieurs organismes internationaux n’ont pas atteint ou ne veulent atteindre les objectifs vitaux pour vivre, se transformant en structures formelles de pressions en faveur des sociétés multinationales, par exemple la OMC. À leur tour, ils n’ont pas de chiffres précis sur la faim et de l'indigence.
Même aujourd'hui, Alejandro se demande pourquoi les chefs religieux ne lancent pas le PEEG, qui est certifié est un système qui atténuent manifestement la faim et la pauvreté dans un monde globalisé.
La lutte pour développer le plan dans la pratique, va de la main avec le respect pour les situations vécues par les frères dans leur vie. Volonté, les principes chrétiens et une foi inébranlable dans ces valeurs leur permettent de soutenir la croyance qu'ils ne traversent pas ce monde en vain, laissant les outils qui sont utiles pour les nécessiteux sur une planète qui augmente leur crise au fil du temps.

## Livres écrits
En 1998, il a écrit les premiers essais sur les enlèvements, tortures et la privation de leurs biens matériels; en plus de la souffrance de la famille. Avec son frère Carlos il a écrit les livres suivants: « Padre: Perdónalos porque no saben lo que hacen » (1998); « Metanoia » (2000), lié à la crise à échelle nationale et dans le monde; « Los Secretos del Poder Mundial » (2002) et « Las Reglas Olvidadas » (2003).